# Seifert-Faserraum-Vermutung
In der Mathematik ist die Seifert-Faserraum-Vermutung ein von Casson-Jungreis und Gabai bewiesener zentraler Lehrsatz der 3-dimensionalen Topologie und ein Teil der Geometrisierung von 3-Mannigfaltigkeiten.

## Satz
Sei {\displaystyle M} eine irreduzible, orientierbare, kompakte 3-Mannigfaltigkeit. Wenn die Fundamentalgruppe {\displaystyle \pi _{1}M} einen Normalteiler besitzt, der eine unendliche zyklische Gruppe ist, dann ist {\displaystyle M} ein Seifertscher Faserraum.

## Geschichte
Seifert-Faserungen wurden Anfang der 1930er Jahre von Seifert definiert und klassifiziert. Wenn eine Seifert-Faserung irreduzibel ist und unendliche Fundamentalgruppe hat, dann erzeugt die Homotopieklasse der Faser eine unendliche zyklische Gruppe im Zentrum der Fundamentalgruppe, die also insbesondere ein Normalteiler ist.
Burde und Zieschang bewiesen, dass eine Knotengruppe nur dann einen unendlich zyklischen Normalteiler besitzt, wenn der Knoten ein Torusknoten ist. Da Torusknoten die einzigen Knoten sind, deren Komplement ein Seifertscher Faserraum ist, beweist dies aus späterer Sicht die Vermutung für Knotenkomplemente.
Waldhausen bewies die Vermutung für Haken-Mannigfaltigkeiten unter der Annahme, dass der zyklische Normalteiler zum Zentrum von {\displaystyle \pi _{1}M} gehört. Den allgemeinen Beweis für Haken-Mannigfaltigkeiten gaben dann Jaco und Shalen nach Vorarbeiten von Gordon und Heil.
Scott bewies, dass eine geschlossene, irreduzible, orientierbare 3-Mannigfaltigkeit, deren Fundamentalgruppe unendlich und isomorph zur Fundamentalgruppe einer Seifert-Faserung ist, selbst eine Seifert-Faserung sein muss. Damit reduzierte er die Seifert-Faserraum-Vermutung auf ein gruppentheoretisches Problem: zu beweisen, dass der Quotient von {\displaystyle \pi _{1}M} nach der unendlichen zyklischen Gruppe entweder eine Fuchssche Gruppe oder eine 2-dimensionale euklidische kristallographische Gruppe ist.
Mess bewies, dass die zum unendlich zyklischen Normalteiler assoziierte Überlagerung homöomorph zu {\displaystyle S^{1}\times \mathbb {R} ^{2}} ist. Insbesondere ist der Quotient von {\displaystyle \pi _{1}M} nach der unendlichen zyklischen Gruppe entweder eine Konvergenzgruppe auf dem Kreis oder eine 2-dimensionale euklidische kristallographische Gruppe. Damit reduzierte er die Seifert-Faserraum-Vermutung auf die Frage, ob jede Konvergenzgruppe auf dem Kreis eine Fuchssche Gruppe (bis auf Konjugation mit Homöomorphismen des Kreises) ist.
Tukia bewies diese Vermutung über Konvergenzgruppen mit Ausnahme von Gruppen, die ein Torsionselement der Ordnung {\displaystyle \geq 3} besitzen. Der verbliebene Fall wurde von Andrew Casson und Douglas Jungreis gelöst, gleichzeitig gab David Gabai einen unabhängigen Beweis mit völlig anderen Methoden.